# Concepción (California)
Concepción es un área no incorporada ubicada en el condado de Santa Bárbara en el estado estadounidense de California.

## Geografía
Concepción es una región que se encuentra en California se encuentra ubicada en las coordenadas 34°27′13″N 120°27′18″O / 34.45361, -120.45500.